# 麥迪遜鎮區 (阿肯色州聖弗朗西斯縣)
麥迪遜鎮區（英語：Madison Township）是位於美國阿肯色州聖弗朗西斯縣的一個行政鎮區。

## 地方資料
麥迪遜鎮區的面積為143.60平方千米，當中陸地面積為141.86平方千米，而水域面積為1.74平方千米。根據2010年美國人口普查的數據，當地共有人口17247人，而人口密度為每平方千米120.1人。